# Ament (nomós)
Ament (Occident) fou el nomós III del Baix Egipte. És un dels pocs nomós que no fou conegut en grec pel nom de la seva capital: aquest nomós fou anomenat pels grecs com Lybia. El nom del nomós a l'Imperi nou s'ha perdut.
La capital fou Imu (el seu nom grec fou Marea o Mareotis i avui Kom al-Hisn). Dins aquest nomós es trobava Naucratis, la colònia grega. Al papir d'Abidos s'anomena Amu al nomós i la capital. Els autors grecs o romans li donen diversos noms: Estrabó parla de la ciutat de Momemphis i de Nitriotis; Plini esmenta les ciutats de Mareotis i Naucratis; i Claudi Ptolemeu dona al territori el nom de Lybia, i esmenta les ciutats de Mareia, Naukratis, Alexandreia (Alexandria) i Nitriotai.
Limitava al sud amb el nomós de Khensu, i la seva capital era cap a la part sud (sud-est del nomós). El seu territori s'estenia des de Khensu cap al nord-oest seguint el curs de la branca occidental del delta del Nil. Metelis, en posició central, no fou part del seu territori, sinó que fou capital del nomós de Wa-imnty, que era el seu veí a l'est; finalment arribava a la costa on els macedonis van edificar Alexandria que va esdevenir la principal ciutat d'Egipte; a diferència d'altre nomós, tenia força territori i s'estenia una mitjana d'uns 50 km des del riu cap a l'oest.
El déu principal era Hator que tenia un temple dedicat a Imu.